# Financial Times
Die Financial Times (FT) ist eine britische Tageszeitung, die im Broadsheet-Format gedruckt und digital veröffentlicht wird und sich auf Wirtschaftsnachrichten konzentriert. Die Zeitung mit Sitz in London gehört der japanischen Nikkei-Holding und unterhält weitere Redaktionsbüros in Großbritannien, den USA und Kontinentaleuropa. Im Juli 2015 verkaufte die Mediengruppe Pearson die Publikation, die sie seit 1957 besaß, an Nikkei für 844 Millionen Pfund (1,2 Mrd. Euro). Im Frühjahr 2019 meldete die FT eine Million zahlende Abonnements, von denen drei Viertel digitale Abonnements sind. Die Zeitung konzentriert sich vor allem auf Finanzjournalismus und Wirtschaftsanalyse gegenüber einer allgemeinen Berichterstattung. Die FT sponsert einen jährlichen Buchpreis und kürt die Financial Times Person of the Year.
Die Zeitung wurde 1888 von James Sheridan als London Financial Guide gegründet und im selben Jahr in Financial Times umbenannt. Die Zeitung stand in Konkurrenz zur Financial News, die über die Neuigkeiten der City of London berichtete. 1945 wurden beide Zeitungen fusioniert, wodurch eine der größten Wirtschaftszeitungen der Welt entstand. Die zunehmende Globalisierung des späten 19. und 20. Jahrhunderts begünstigte die redaktionelle Erweiterung der FT, wobei Meinungsspalten, Sonderberichte, politische Cartoons, Leserbriefe, Buchbesprechungen, Technologieartikel und globale politische Analysen hinzugefügt wurden. Die Zeitung ist an ihrem hellrosa-farbigen Papier zu erkennen.
Die redaktionelle Haltung der Financial Times ist wirtschaftsliberal, insbesondere argumentiert sie für Freihandel und freie Märkte. Seit ihrer Gründung unterstützt die Zeitung die liberale Demokratie und klassisch-liberale Politik, sowie internationale Organisationen. Die FT veröffentlicht eine Vielzahl von Finanzindizes, vor allem den FTSE 100 Index. Die Financial Times hat ihren Hauptsitz im Bracken House in der Cannon Street 10 in der Nähe des Finanzzentrums der City of London, wo sie ihren Verlag, ihr Unternehmenszentrum und ihre Hauptredaktion unterhält.
2020 war die Financial Times das in Deutschland meistzitierte ausländische Wirtschaftsmedium.

## Geschichte

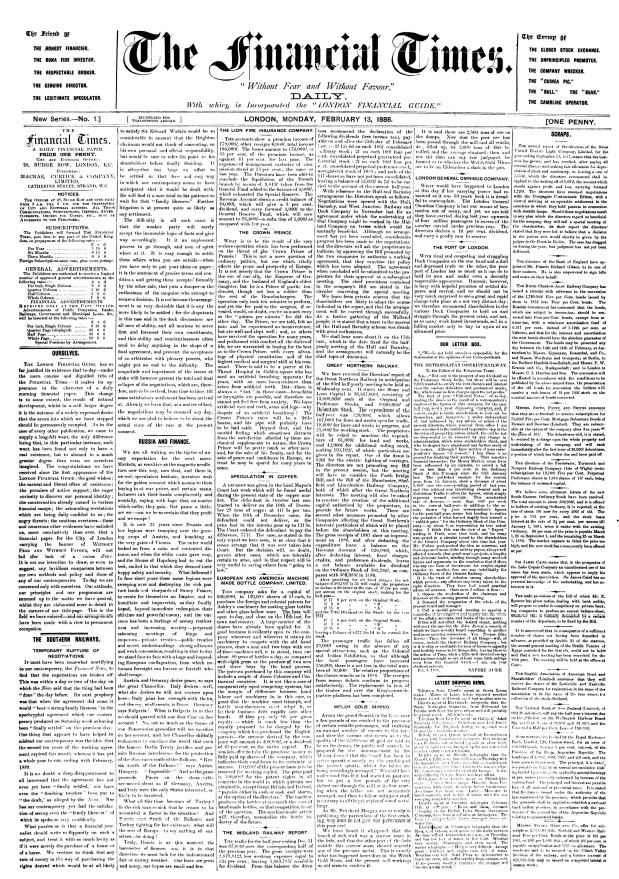
Die Titelseite der Financial Times vom 13. Februar 1888.

Aktie der Financial Times Ltd. vom 30. April 1934

Die FT wurde am 10. Januar 1888 von Horatio Bottomley als London Financial Guide ins Leben gerufen und am 13. Februar desselben Jahres in Financial Times umbenannt. Die Zeitung bezeichnete sich selbst als Freund des „ehrlichen Finanziers, des Bona Fide Investors, des respektablen Börsenmaklers, des echten Firmenlenkers und des legitimen Spekulanten“ und war eine vierseitige Zeitschrift. Die Leserschaft war die Finanzgemeinschaft der City of London, und der einzige Konkurrent der FT war die etwas ältere (1884 gegründete) Financial News. Am 2. Januar 1893 begann die FT, auf hellrosa Papier zu drucken, um sich von der ähnlich klingenden Financial News abzuheben. Zu dieser Zeit war es billiger, auf ungebleichtem Papier zu drucken, aber heutzutage ist es teurer, da das Papier speziell gefärbt werden muss.
Nach 57 Jahren Rivalität wurden die Financial Times und die Financial News 1945 von Brendan Bracken zu einer einzigen sechsseitigen Zeitung zusammengelegt. Die Financial Times brachte eine höhere Auflage, während die Financial News einen Großteil des redaktionellen Talents lieferte. Die berühmte Lex-Kolumne der FT wurde ebenfalls von Financial News eingeführt.
Gordon Newton, ein Absolvent der University of Cambridge, wurde 1949 Chefredakteur und führte kurz darauf eine neuartige Einstellungsrichtlinie ein. Dabei wurden hauptsächlich frische Universitätsabsolventen, hauptsächlich aus Oxbridge, als angehende Journalisten eingestellt. Einer der ersten derartig rekrutierten Journalisten war der künftige britische Schatzkanzler Nigel Lawson. Diese besondere Einstellungspolitik der FT war bei der National Union of Journalists allerdings nicht beliebt und wurde 1966 wieder eingestellt.
1957 übernahm die Mediengruppe Pearson die Financial Times. Im Laufe der Jahre wuchs die Größe, Leserschaft und Reichweite der Zeitung. Sie etablierte Korrespondenten in allen großen Städten der Welt, was die Entwicklung der Weltwirtschaft hin zu zunehmender Globalisierung widerspiegelte. Als der grenzüberschreitende Handel und die Kapitalströme in den 1970er Jahren zunahmen, begann die FT mit der internationalen Expansion, was durch technologische Entwicklungen und die wachsende Akzeptanz von Englisch als internationale Geschäftssprache erleichtert wurde. Am 1. Januar 1979 wurde die erste FT (Continental Europe Edition) in Frankfurt am Main gedruckt. Seitdem hat sich die FT mit zunehmender internationaler Berichterstattung zu einer globalen Zeitung entwickelt, die an 22 Standorten mit fünf internationalen Ausgaben für Großbritannien, Kontinentaleuropa, die USA, Asien und den Nahen Osten gedruckt wird.
Die europäische Ausgabe wird in Kontinentaleuropa und Afrika vertrieben. Sie wird von Montag bis Samstag in fünf Zentren in ganz Europa gedruckt und berichtet über die Europäische Union, den Euro und europäische Wirtschaftsnachrichten.  Zwischen 1997 und 2000 wurde die Website mehrfach überarbeitet und die Strategie geändert, da die FT Group und Pearson online auf Änderungen reagierten. FT führte 2002 Abonnementdienste ein. FT.com ist eine der wenigen britischen Nachrichtenseiten, die sich erfolgreich durch Einzelabonnements finanzieren kann.
1997 brachte die FT eine US-Ausgabe heraus, die in New York City, Chicago, Los Angeles, San Francisco, Dallas, Atlanta, Orlando und Washington, D.C. gedruckt wurde. Im September 1998 war die FT die erste in Großbritannien ansässige Zeitung, die international mehr Exemplare verkaufte, als in Großbritannien. Im Jahr 2000 begann die Financial Times mit der Veröffentlichung einer deutschsprachigen Ausgabe, der Financial Times Deutschland (FTD), mit einem Nachrichten- und Redaktionsteam in Hamburg. Die Erstauflage im Jahr 2003 betrug 90.000 Stück. Es war ursprünglich ein Joint Venture mit dem deutschen Verlag Gruner + Jahr. Im Januar 2008 verkaufte die FT ihren 50%-Anteil an ihren deutschen Partner.  FT Deutschland hat nie einen Gewinn erzielt und soll über 12 Jahre Verluste in Höhe von 250 Mio. € angehäuft haben. Sie wurde am 7. Dezember 2012 eingestellt. Seit 2005 sponsert die FT die jährliche Auszeichnung „Financial Times“ und den Preis „Goldman Sachs Business Book of the Year“.
2005 wurde die Zeitung im Rahmen einer Umfrage zur „besten Zeitung der Welt“ gekürt.

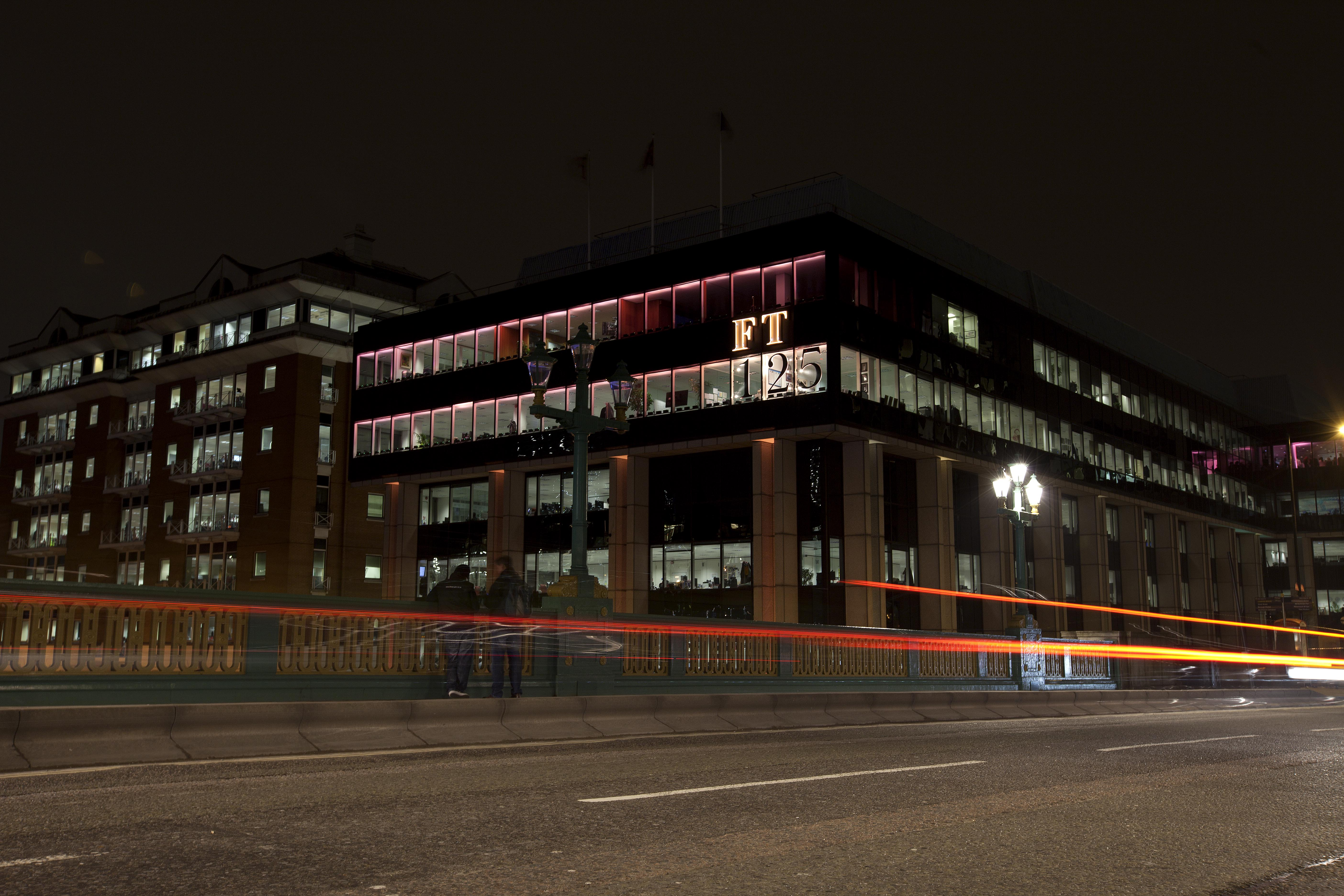
Die Londoner Büros der Financial Times an der One Southwark Bridge, 2013.

Am 23. April 2007 führte die FT eine aktualisierte Printversion der Zeitung ein und stellte einen neuen Slogan vor: „We live in Financial Times“ (Wir leben in finanziellen Zeiten). 2007 führte die FT als erste Zeitung eine Paywall ein, bei der Besucher der Website eine begrenzte Anzahl von Artikeln lesen konnten, bevor sie zur Zahlung aufgefordert wurden. Vier Jahre später startete die FT ihre mobile Internet-App mit HTML5. Im Jahr 2012 übertraf die Zahl der digitalen Abonnenten erstmals die Auflage der Zeitung, und die FT erzielte fast die Hälfte ihres Umsatzes mit Abonnements und nicht mit Werbung. Die FT ist seit 2010 auf dem Bloomberg Terminal verfügbar. Ab 2015 erhielten Besucher der Webseite anstelle der Paywall mit freien Artikeln pro Monat stattdessen einen Monat lang uneingeschränkten freien Zugang, wonach sie zu einem Abonnement aufgefordert wurden.
Am 23. Juli 2015 verkaufte Pearson die Financial Times Group für 844 Mio. GBP (1,2 Mrd. Euro) an Nikkei, Inc. 2016 erwarb die Financial Times eine Mehrheitsbeteiligung an Alpha Grid, einem in London ansässigen Medienunternehmen, das sich auf die Entwicklung und Produktion von Inhalten für eine Reihe von Kanälen spezialisiert ist, darunter Rundfunk, Video, Digital, Social Media und Events.
2019 hat die FT erstmals in ihrer 131-jährigen Geschichte mit Roula Khalaf eine Frau als Chefredakteurin berufen.

### Wirecard-Skandal
Im Januar 2019 begann die FT mit einer Reihe investigativer Artikel, in denen der Verdacht auf Bilanzbetrug beim deutschen Zahlungsdienstleister Wirecard ausgeführt wurde. Als der Kurs der Wirecard-Aktie fiel, spekulierten deutsche Medien, dass hinter diesem Angriff auf ein deutsches Unternehmen Marktmanipulationen stecken würde, hinter der sich der Autor der FT-Serie, Dan McCrum, verberge. Die Staatsanwaltschaft München leitete daraufhin eine Untersuchung wegen angeblichen Verstößen gegen das Wertpapierhandelsgesetz (WpHG) ein. Nach der förmlichen Beschwerde eines Investors, von Wirecard und der Bundesanstalt für Finanzdienstleistungsaufsicht (BaFin) kündigte der zuständige Staatsanwalt weitere Ermittlungen gegen mehrere FT-Journalisten an.
Am 22. Juni 2020 nach 18-monatigen Untersuchungen und einer externen Prüfung gab Wirecard bekannt, dass auf seinen Konten ausgewiesene Barmittel im Wert von 1,9 Mrd. EUR „möglicherweise nicht vorhanden“ sind. Das Unternehmen meldete daraufhin Insolvenz an. Die BaFin selbst wurde wegen ihrer Reaktion auf den Skandal Gegenstand einer Untersuchung der Europäischen Wertpapier- und Marktaufsichtsbehörde. Der deutsche Bundestag richtete einen Untersuchungsausschuss zur Wirecard-Affaire ein. Die Ermittlungen der Staatsanwaltschaft München gegen die FT-Journalisten wurden nach eineinhalb Jahren Ermittlungszeit eingestellt.

## Auflage
Die Financial Times verkaufte 2004 rund 100.000 ihrer weltweit 406.000 Exemplare im Heimatland Großbritannien.
Im Februar 2017 erreichte die Print-Ausgabe der Zeitung noch eine Auflage von 184.279, wovon 61.158 in Großbritannien in den Umlauf gebracht wurden. Während die Print-Auflage stetig schrumpft, kann die gebührenpflichtige Online-Version der Zeitung Leserzuwächse verzeichnen. Im Februar 2017 teilte die Financial Times mit, dass die Zahl ihrer Online-Abonnenten inzwischen auf 650.000 angewachsen sei. Dies entspricht verglichen mit dem Vorjahr einem Anstieg um 14 Prozent.

## Inhalt
Die FT ist in zwei Abschnitte unterteilt. Der erste Abschnitt umfasst nationale und internationale Nachrichten, redaktionelle Kommentare zu Politik und Wirtschaft von FT-Journalisten wie Martin Wolf, Gillian Tett und Edward Luce, sowie Meinungsbeiträge von weltweit bekannten Führungskräften, politischen Entscheidungsträgern, Wissenschaftlern und Kommentatoren. Der zweite Abschnitt besteht aus Finanzdaten und Nachrichten über Unternehmen und Märkte. Obwohl es allgemein als hauptsächlich Finanzzeitung angesehen wird, enthält es auch TV-Listen, Wetter und andere informellere Artikel. Etwa 110 der 475 FT-Journalisten befinden sich außerhalb des Vereinigten Königreichs.
Darüber hinaus gibt es die berühmte Lex-Kolumne. Es ist ein täglich erscheinender Text auf der Rückseite des ersten Abschnitts. Die Lex-Kolumne enthält Analysen und Meinungen zur globalen Wirtschaft und Finanzen. Die FT nennt Lex ihre Agenda-Setting-Spalte. Die Kolumne erschien erstmals am Montag, dem 1. Oktober 1945. Der Name könnte ursprünglich für Lex Mercatoria gestanden haben, ein lateinischer Ausdruck, der wörtlich „Handelsrecht“ bedeutet. Es wurde von Hargreaves Parkinson für die Financial News in den 1930er Jahren konzipiert und wechselte zur Financial Times, als die beiden fusionierten.
In Lex gibt es einige angesehene Alumni, die Karriere in Wirtschaft und Regierung gemacht haben – darunter Nigel Lawson (ehemaliger konservativer Schatzkanzler), Richard Lambert (CBI-Direktor und ehemaliges Mitglied des geldpolitischen Ausschusses der Bank of England) und Martin Taylor (ehemaliger Geschäftsführer von Barclays), John Makinson (Vorsitzender und Geschäftsführer von Penguin), John Gardiner (ehemaliger Vorsitzender von Tesco), David Freud (ehemaliger UBS-Bankier und Berater, jetzt konservativer Peer), John Kingman (ehemaliger Leiter des UKFI), George Graham (RBS Banker), Andrew Balls (Leiter des europäischen Portfoliomanagements bei PIMCO) und Jo Johnson (ehemaliger konservativer Abgeordneter für Orpington).

## Redaktionelle Haltung

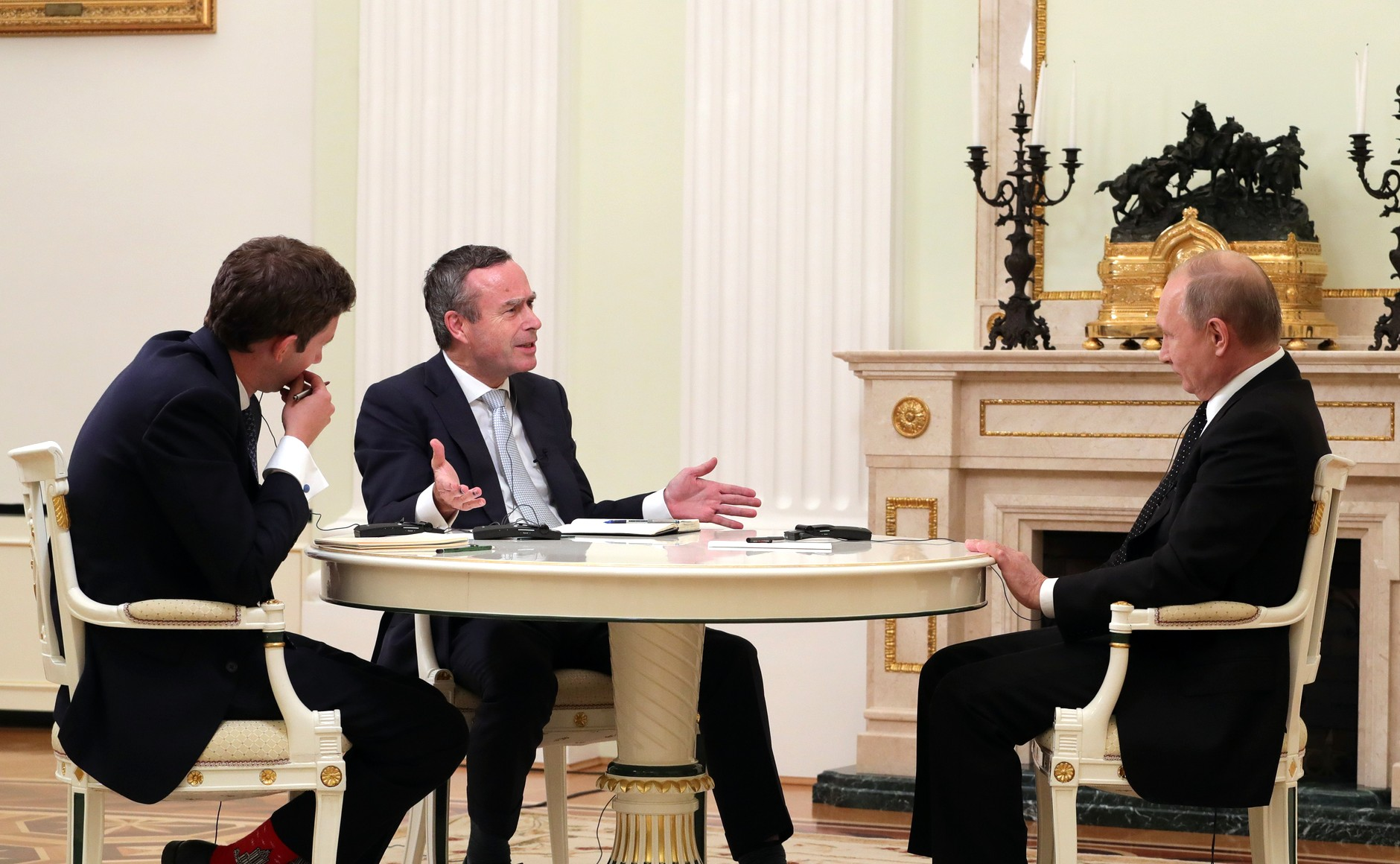
Der russische Präsident Wladimir Putin im Interview der Financial Times 2019

Die FT befürwortet freie Märkte, unterstützt die Globalisierung, sowie eine globalistische Politik. Sie ist gegen Protektionismus und befürwortet Freihandel, d. h. die Senkung von Zöllen und die Begrenzung nichttarifärer Handelshemmnisse. In den 1980er Jahren befürwortete die Zeitung die monetaristische Politik von Margaret Thatcher und Ronald Reagan. Die FT ist der Überzeugung, dass Thatcher ökonomisch und politisch richtig handelte, als sie die Macht der Gewerkschaften reduzierte und eine Welle von Privatisierungen in verschiedenen Industriesektoren durchführte.
Die Leitartikel der FT sind in der Regel proeuropäisch und unterstützen die Europäische Union im Kontext eines gemeinsamen Wirtschaftsmarktes, aber lehnen die politische Integration ab.  Die Zeitung unterstützte „Remain“ im EU-Mitgliedschaftsreferendum im Vereinigten Königreich 2016. Die FT war entschieden gegen einen No-Deal Brexit und glaubt, dass Premierminister Boris Johnson eine Gefahr für die britische Demokratie darstellt.
Die FT unterstützt den Multilateralismus und internationale Zusammenarbeit. Die Zeitung ist der Meinung, dass die UN eine bewaffnete Streitkraft haben sollte.
Die FT befürwortete die Reform- und Öffnungspolitik von Deng Xiaoping in der Volksrepublik China. Die Zeitung bedauert jedoch, dass dies nicht mit einer politischen Liberalisierung der chinesischen Gesellschaft einherging. Heute kritisiert die Tageszeitung die autoritäre Wende von Xi Jinping, sie hält die Kommunistische Partei Chinas für zu mächtig und ihren Einfluss auf die Gesellschaft für zu groß.
Die FT unterstützte Michail Gorbatschows Politik der Perestroika und Glasnost in der Sowjetunion. Die Zeitung glaubt, dass diese das Ende des Kommunismus und die politische und wirtschaftliche Liberalisierung der osteuropäischen Staaten ermöglichte. In den 2010er Jahren kritisierte die Zeitung die aggressive Außenpolitik von Wladimir Putin und plädierte für die Aufrechterhaltung und Verschärfung der Sanktionen gegen Russland.
Die FT war entschieden gegen den Irakkrieg.
Bei der britischen Unterhauswahl 2010 befürwortete die FT die Positionen der Liberal Democrats bezüglich bürgerlicher Freiheiten und politischer Reformen und lobte den damaligen Labour-Führer Gordon Brown für seine Reaktion auf die Weltfinanzkrise von 2007–2008, aber letztlich warb die Zeitung für die Wahl der Conservative Party. Bei der anschließenden britischen Unterhauswahl 2015 forderte die FT die Fortsetzung der konservativ-liberaldemokratischen Koalition, die in den letzten fünf Jahren regiert hatte.
Bei der britischen Unterhauswahl 2017 unterstützte ein Leitartikel der FT widerwillig Theresa May (Conservative Party) gegenüber Jeremy Corbyn (Labour Party) und warnte eindringlich vor der Haltung der Konservativen zu Einwanderung und der starken EU-Skepsis.
Bei der Präsidentschaftswahl in den Vereinigten Staaten 2008 unterstützte die FT Barack Obama. Während der Leitartikel Bedenken über Anzeichen von Protektionismus aufwarf, lobte er Obamas Fähigkeit, „die Aufmerksamkeit des Landes zu erregen“, seine Forderungen nach einer parteiübergreifenden Politik und seine Pläne für eine „umfassende Gesundheitsreform“. Die FT favorisierte Obama 2012 erneut. Die FT befürwortete die demokratische Kandidatin Hillary Clinton im Vorfeld der Präsidentschaftswahl in den Vereinigten Staaten 2016 und Joe Biden bei der Präsidentschaftswahl in den Vereinigten Staaten 2020.
Die FT ist besorgt über den Aufstieg autoritärer und rechtsextremer populistischer Bewegungen auf der ganzen Welt. Die Zeitung begrüßte den Sieg von Emmanuel Macron gegen Marine Le Pen bei der Präsidentschaftswahl in Frankreich 2017.

## Indizes

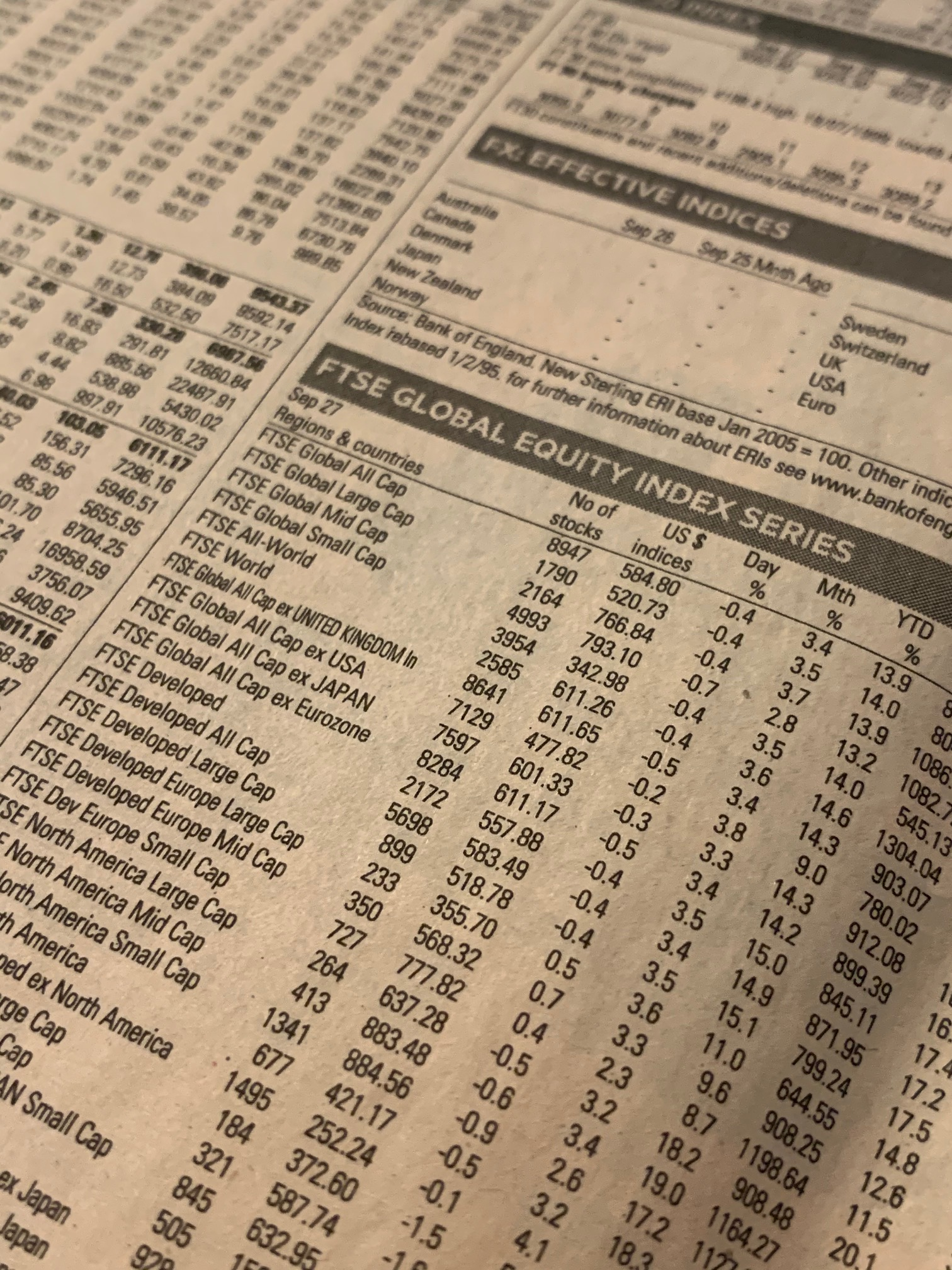
Eine Auswahl von FT-Marktindizes, 2019

Die Financial Times sammelt und veröffentlicht eine Reihe von Aktienindizes, die den sich ändernden Wert ihrer Bestandteile widerspiegeln. Am längsten lief der frühere Financial News Index, der am 1. Juli 1935 von der Financial News gestartet wurde. Die FT veröffentlichte einen ähnlichen Index; dieser wurde am 1. Januar 1947 durch den Financial News Index ersetzt, der dann in Financial Times (FT) Index umbenannt wurde. Der Index begann als Index für Industrieaktien, und Unternehmen mit dominanten ausländischen Interessen wie der Anglo-Persian Oil Company (später BP), British-American Tobacco, Lever Brothers (später Unilever) und Royal Dutch Shell. Der Öl- und Finanzsektor wurde Jahrzehnte später einbezogen.
Der FTSE All-Share Index, der erste der FTSE-Indexreihe, wurde 1962 erstellt und umfasst die nach Marktkapitalisierung größten britischen Unternehmen. Die Buchstaben F-T-S-E stellten dar, dass FTSE ein Joint Venture zwischen der Financial Times (F-T) und der London Stock Exchange (S-E) war. Am 13. Februar 1984 wurde der FTSE 100 Index eingeführt, der etwa achtzig Prozent des Wertes der Londoner Börse ausmacht und der bekannteste Index von FTSE ist. 1995 wurde die FTSE Group zu einem unabhängigen Unternehmen. Das erste von mehreren Auslandsbüros wurde 1999 in New York City eröffnet. Anfang 2000 folgten Paris, 2001 Hongkong, Frankfurt am Main und San Francisco, 2002 Madrid und 2003 Tokio.
Weitere bekannte FTSE-Indizes sind der FTSE 350 Index, der FTSE SmallCap Index, der FTSE AIM UK 50 Index und der FTSE AIM 100 Index sowie der FTSE AIM All-Share Index für Aktien und die FTSE UK Gilt Indizes für Staatsanleihen.

## Chefredakteure
- 1889: Douglas MacRae
- 1890: William Ramage Lawson
- 1892: Sydney Murray
- 1896: A. E. Murray
- 1909: C. H. Palmer
- 1924: D. S. T. Hunter
- 1937: Archibald Chisholm
- 1940: Albert George Cole
- 1945: Hargreaves Parkinson
- 1949: Sir Gordon Newton
- 1973: Fredy Fisher
- 1981: Sir Geoffrey Owen
- 1991: Richard Lambert
- 2001: Andrew Gowers
- 2006: Lionel Barber
- 2020: Roula Khalaf